# Штеффен, Бритта
Бри́тта Ште́ффен (нем. Britta Steffen; род. 16 ноября 1983, Шведт, Франкфурт) — немецкая пловчиха, двукратная олимпийская чемпионка, двукратная чемпионка мира и многократная чемпионка Европы. Рекордсменка мира. Специализировалась в плавании вольным стилем на короткие дистанции (50 и 100 метров).
Первого серьёзного успеха добилась в 1999 году, выиграв шесть чемпионских титулов на юношеском чемпионате Европы, в 2000 году была включена в Олимпийскую сборную Германии на игры в Сиднее, где в составе эстафетной команды в заплыве 4×200 м плавания вольным стилем, стала обладательницей бронзовой медали. По завершения Олимпиады на год ушла из большого спорта, ради окончания получения образования. Следующего успеха добилась в 2006 году на чемпионате Европы, на котором выиграла 4 золотые награды, побив при этом 3 мировых рекорда (на стометровке вольным стилем и два в составе сборной Германии в эстафетных заплывах). На чемпионате мира 2007 года в Мельбурне довольствовалась двумя серебряными наградами в эстафетных заплывах. На Олимпийских играх 2008 года в Пекине Бритта становиться двукратной олимпийской чемпионкой, добившись успеха в заплывах на 50 и 100 метров вольным стилем, при этом в очередной раз, побив мировой рекорд на 100 метрах. В 2009 году на чемпионате мира в Риме спортсменка впервые становится чемпионкой мира, выиграв заплывы на 50 и 100 метров, параллельно обновив мировые рекорды на обеих дистанциях.
Завершила карьеру в 2013 году.